# Maria-Elisabeth Brockhoff
Maria-Elisabeth Brockhoff (geboren 2. April 1922 in Ludwigsburg; gestorben 21. September 1996 in Münster) war eine deutsche Musikwissenschaftlerin und Hochschullehrerin an der Westfälischen Wilhelms-Universität Münster.

## Leben und Wirken
Maria-Elisabeth Brockhoff studierte Musikwissenschaft an der Westfälischen Wilhelms-Universität Münster und promovierte dort 1944 mit einer Dissertation zur Struktur der italienischen und deutschen Triosonate im 17. Jahrhundert. Über ihre Laufbahn bis 1968 finden sich keine weiteren Informationen. Im Jahr 1968 wurde sie auf eine neu eingerichtete Professur am musikwissenschaftlichen Seminar der Westfälischen Wilhelms-Universität berufen. Ihre Forschungs- und Lehrgebiete umfassten neben der historischen Musikwissenschaft die Musikpublizistik, die Musikpädagogik und die Musiktherapie.
Von 1971 bis 1976 war sie zunächst Prodekanin, dann Dekanin des Fachbereichs Philosophie und nach der Umstrukturierung der Westfälischen Wilhelms-Universität bis 1982 Dekanin der Philosophischen Fakultät.
Zu ihrem 60. Geburtstag erschien eine ihr gewidmete Festschrift von Schülern, Freunden und Kollegen in der Reihe Beiträge zur Westfälischen Musikgeschichte.
Sie war beteiligt an den Vorbereitungen zur Einrichtung eines Studiengangs für Musiktherapie an der Universität Münster und lehrte dort von 1987 bis 1991 im Rahmen ihrer Professur in der Musikwissenschaft das Fachgebiet der Geschichte der Musiktherapie.

## Privates
Ihre drei Jahre jüngere Schwester war die Chirurgin Viktoria Brockhoff.

## Werke (Auswahl)
- Studien zur Struktur der italienischen und deutschen Triosonate im 17. Jahrhundert. Dissertation 1944
- Musikgeschichte der Stadt Paderborn Studien und Quellen zur Westfälischen Geschichte. Bonifatius Verlag, Paderborn 1982. ISBN 3-87088-269-7
- Musik und Medizin in Geschichte und Gegenwart. In: Musik im Diskurs. Band 1. Gustav Fischer Verlag, Stuttgart, Bärenreiter Verlag, Kassel 1983, S. 18–36.